# Hans Karlsson (borgarråd)
Hans Gustaf Bernhard Karlsson, född 16 maj 1909 i Stockholm, död där 13 november 1963, var en svensk försäkringsman och kommunalpolitiker (socialdemokrat). Han var far till Jan O. Karlsson, bror till Arne Karlsson och farfar till Peder Karlsson, som föddes 20 dagar före hans död.
Karlsson blev centralchef på Folksam 1949, försäljningschef där 1957 samt var direktör och chef för hälso- och rehabiliteringsavdelningen där från 1961. Han var ledamot av Stockholms stadsfullmäktige, ledamot av stadskollegiet, vice ordförande i sjukvårdsstyrelsen, ledamot av direktionen för Karolinska sjukhuset från 1960 och socialborgarråd i Stockholms stad från 1962. Han var vice ordförande i Svenska Korporationsidrottsförbundet. Karlsson är begravd på Skogskyrkogården i Stockholm. Karlsson avled under inspelningen av en TV-intervju med Bo Holmström.